# Oleh Tiahnybok
Oleh Jaroslavovytj Tiahnybok (ukrainska: Оле́г Яросла́вович Тягнибо́к), född 7 november 1968 i Lviv i Ukrainska SSR i Sovjetunionen, är en ukrainsk politiker. Han är sedan 2004 partiordförande för det högerextrema partiet Svoboda.

## Biografi
Oleh Tiahnybok är partiledare för Svoboda sedan februari 2004. Partiet tillhör den europeiska paraplyorganisation Alliansen för europeiska nationella rörelser. Partiet har under Tiahnyboks ledning växt från 0,76 procent i parlamentsvalet 2007 till närmare 40 procent i vissa valkretsar under parlamentsvalet 2012. I tre distrikt, Ivano-Frankivsk, Lviv och Ternopil, är partiet störst. Inför parlamentsvalet 2012 ingick Svoboda i koalition med Julia Tymosjenkos parti Fäderneslandsförbundet. Detta resulterade i att Svoboda fick in 37 ledamöter i parlamentet, där de har tagit till nävarna i plenumsalen och medverkat i regelrätta slagsmål.

## Euromajdan och misstankar om statskuppsförsök

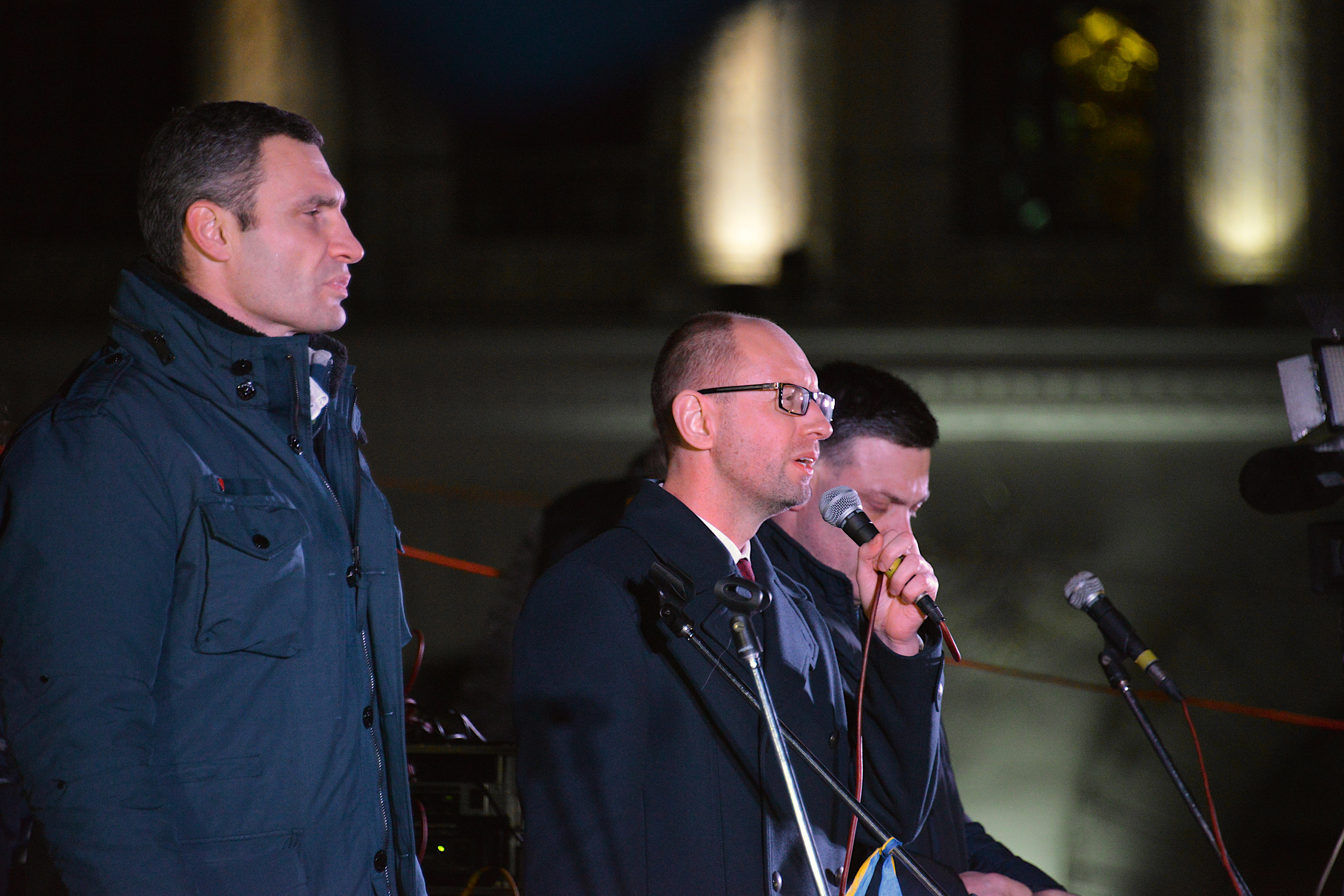
De tre ledande oppositionsledare; Vitalij Klytjko, Arsenij Jatsenjuk och Oleh Tiahnybok vid Euromajdan 2013.

Oleh Tiahnybok var en av de tre ledande oppositionsledarna vid Euromajdan 2013–2014 och protesternas demokratiska legitimitet komprometterades av just hans och hans partis deltagande. Ukrainas säkerhetstjänst, SBU, undersökte då om vissa politiker försökte att göra statskupp i Ukraina i samband med de omfattande demonstrationerna. Uppgifterna om att säkerhetstjänsten misstänkte att vissa politiker förberedde en statskupp kom fram 8 december 2013. Vilka politiker som skulle ha varit föremål för misstankarna har inte preciserats, men det rör sig sannolikt om de oppositionspolitiker som vid upprepade tillfällen uppmanade Viktor Janukovytj att lämna presidentposten, där de mest framträdande var oppositionsledarna Vitalij Klytjko, Arsenij Jatsenjuk och Oleh Tiahnybok. Om någon hade befunnits skyldiga till anklagelserna hade de riskerat upp till tio års fängelse. Efter ett domstolsbeslut blev fick Svoboda sitt kontor i Kiev genomsökt. Undersökningarna om statskuppförsök lades ned i samband med oppositionens maktövertagande i februari 2014.

## Ideologi och kärnfrågor
Oleh Tiahnybok har gjort en rad grova antisemitiska uttalanden, bland annat att Ukraina styrs av en ”moskovit-judisk” maffia och att det måste bli ett slut på ”kriminella aktiviteter av ukrainsk organiserad judenhet”.
Det judiska Simon Wiesenthalcentret placerade 2013 Tiahnybok på femte plats på listan över världens värsta antisemiter.
Oleh Tiahnybok och hans parti vill förbjuda homosexualitet och invandring, göra vapeninnehav till en rättighet för alla, samt förbjuda ”ukrainafobi”.  Partiets anhängare såg till att Kievs prideparad 2012 ställdes in. Det var inget politiskt beslut. Festivalen stoppades på grund av direkta hot om våld från partiets gatuhuliganer som tidigare sprayat tårgas på homosexuella.
Fram till sommaren 2004 var partiet med i den av Viktor Jusjtjenko styrda koalitionen Vårt Ukraina - Folkets självförvarsblock. Partiets symbol var ett hakkors tillsammans med andra nazistsymboler. Men före presidentvalet 2004 bytte partiet symbol och namn till Svoboda. Oleh Tiahnybok proklamerade som nyvald partiledare på ett möte i Karpaterna 20 juli, att Ukraina hade ”rensats från ryssar och judar” under andra världskriget. Det tyckte han var bra. Då fick partiet trots allt inte längre vara med i koalitionen. Partiet har under Oleh Tiahnyboks ledning haft en historiepolitik där ukrainska ultranationalister som till exempel Symon Petlura och Stepan Bandera förhärligas och deras medverkan i massmord på etniska minoriteter som polacker och judar förnekas. Denna agenda tog han över[källa behövs] från Viktor Jusjtjenko då han försvann från presidentposten 2010.

### Valresultat
Oleh Tiahnybok var kandidat i presidentvalet 2010, där han på åttonde plats fick 1,4% av rösterna.

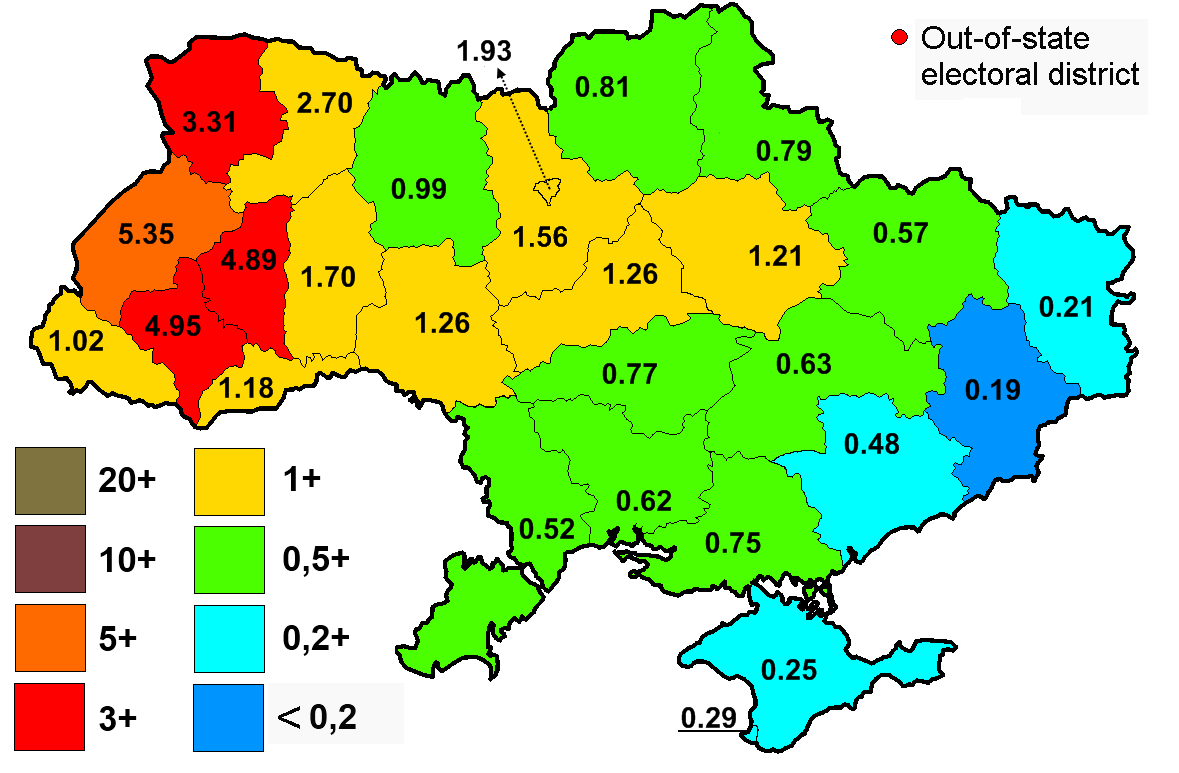
Presidentvalet 2010 (Oleh Tiahnybok)